# Cornelia Moga
Cornelia Moga (n. 1885, Sibiu, Austro-Ungaria – d. 1962, București, România) a fost un medic român, prima femeie radiolog din România.

## Biografie
Cornelia Moga a fost fiica medicului Ion Moga și a Anei Bologa. A urmat cursurile Școlii Civile de Fete și ale Liceului Maghiar din Sibiu, apoi pe cele ale Facultății de Medicină din Budapesta (1905 – 1910); a urmat cursuri speciale de radiologie la München și Hamburg și de medicină internă la Karlsbad (1935). Datorită bunelor rezultate obținute, i s-a oferit un post la Institutul de Anatomie Patologică, apoi la Clinica II medicală din Budapesta, unde s-a specializat în medicină internă, bacteriologie, lucrări de laborator, neurologie și radiologie.
Stabilită, din septembrie 1918, la Arad, a practicat toate domeniile în care era specialistă. În paralel a lucrat ca voluntar la infirmeria unui internat de fete și în cadrul Comitetului Sănătății Publice, a Societății pentru Profilaxia Tuberculozei și la Sanatoriul T.B.C. din Arad. A participat la congrese de radiologie din țară (București, Timișoara, Cluj-Napoca, Iași) sau din străinătate (Stockholm, Paris, Zürich, Roma). A fost membră a Societății Române de Radiologie și Electrologie și a Societății Germane de Radiologie Röntgen.
Din 1949 până la pensionare (1957), Cornelia Moga a activat ca medic primar radiolog la spitalul orășenesc din Arad. Din anul pensionării au început problemele legate de sănătate din cauza iradierii; i-au fost amputate, pe rând, degetul arătător, celelalte degete, apoi toată mâna stângă până la extragerea claviculei și a omoplatului. Tumorile de la axile și coastă au fost îndepărtate cu succes, dar metastazele apărute la plămâni, ficat și creier i-au fost fatale. Conștientă de ceea ce se petrecea cu ea, a fost atentă la fiecare fază a tratamentului, discutând cu medicul curant, I. Bârzu, toate detaliile bolii.
A fost înmormântată alături de părinții ei la Sibiu. 